# Новые Омельники
Новые Омельники (баш. Яңы Омельники) — деревня в Миякинском районе Республики Башкортостан Российской Федерации. Входит в состав Сатыевского сельсовета. 

## География

### Географическое положение
Расстояние до:
- районного центра (Киргиз-Мияки): 14 км,
- центра сельсовета (Сатыево): 6 км,
- ближайшей ж/д станции (Аксёново): 63 км.

## Население
| 2002 | 2009 | 2010 |
| ---- | ---- | ---- |
| 64   | ↗67  | ↘64  |

Национальный состав
Согласно переписи 2002 года, преобладающая национальность — русские (69 %).